# Barkley Sound
El Barkley Sound, también conocido históricamente como Barclay Sound, es un accidente marino localizado en la costa occidental de la isla de Vancouver, en la entrada del Alberni Inlet, al sur de Ucluelet y al norte de Bamfield. En este sound se encuentra el grupo de Islas Broken. El Barkley Sound es parte del territorio tradicional de la tribu nuu-chah-nulth de las Primeras Naciones.
Administrativamente, el sound y sus riberas pertenecen al Distrito Regional de Alberni-Clayoquot, parte de la provincia de la Columbia Británica de Canadá.

## Historia
En 1787, el capitán Charles William Barkley, al mando del Imperial Eagle, en una expedición dedicada al comercio de pieles, exploró el sound y lo bautizó con su nombre. Barkley viajaba con su novia de 17 años de edad, Frances Barkley, la primera mujer europea de la que se tiene constancia que visitó la actual Columbia Británica.
En 1791, el barco español Santa Saturnina, comandado por Juan Carrasco y José María Narváez exploró de forma detallada el Barkley Sound. Los españoles lo bautizaron como Boca de Carrasco. Otro nombre español de uso común en esa época fue el de Entrada Nitinat.
En 1933, 27 años después del hundimiento en 1906 del SS Valencia frente a las costas meridionales de la isla Vancouver, el bote salvavidas # 5 del buque fue encontrado flotando en el Barkley Sound. Cabe destacar, que estaba en buenas condiciones, con gran parte de la pintura original. La placa de identificación del bote está ahora expuesta en el Museo Marítimo de Columbia Británica.